# Punta d'argento

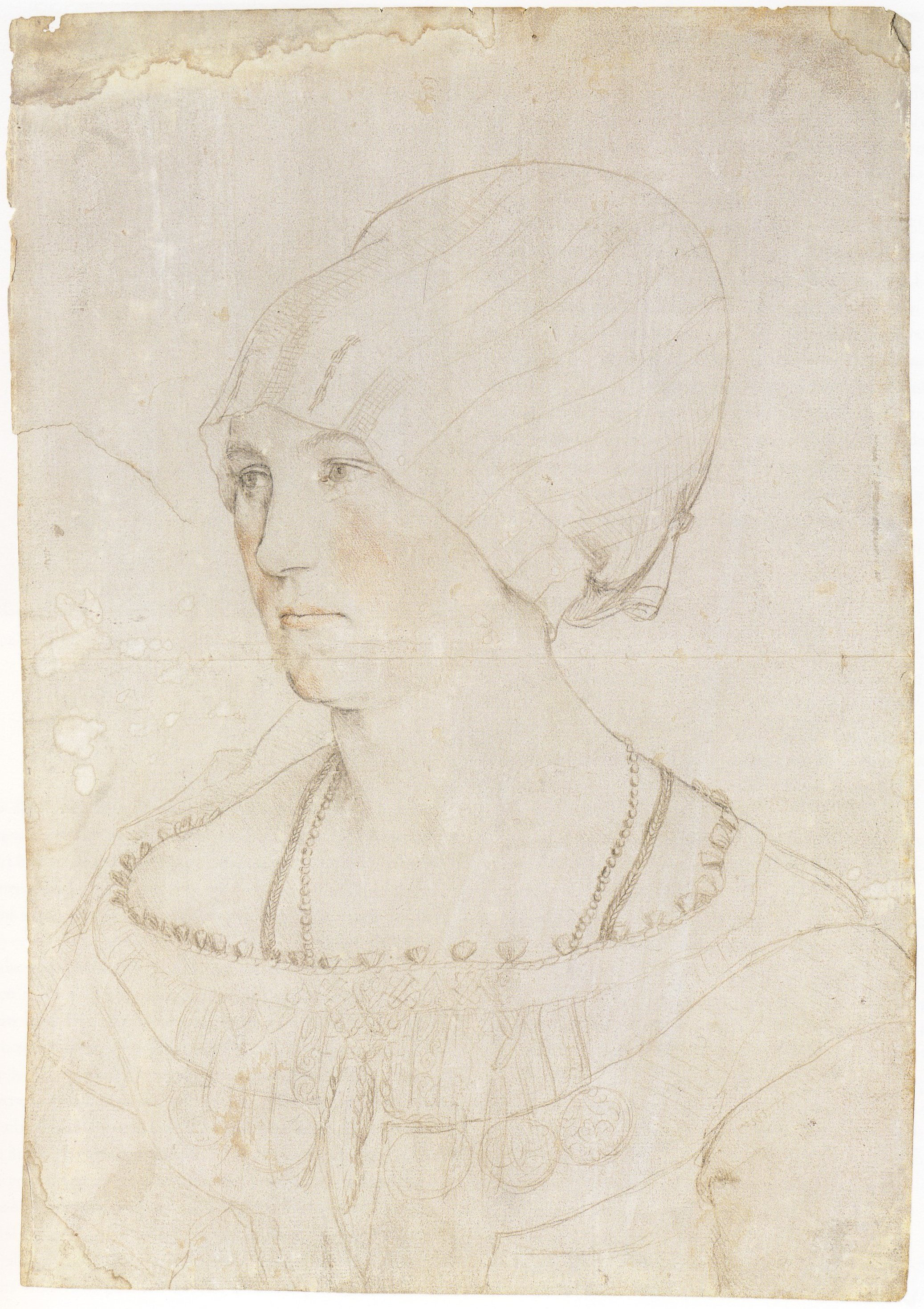
Studio di ritratto di Dorothea Meyer, di Hans Holbein il Giovane, 1516. Punta d'argento, gesso rosso, e tratti di penna nera su carta, Kunstmuseum Basel.

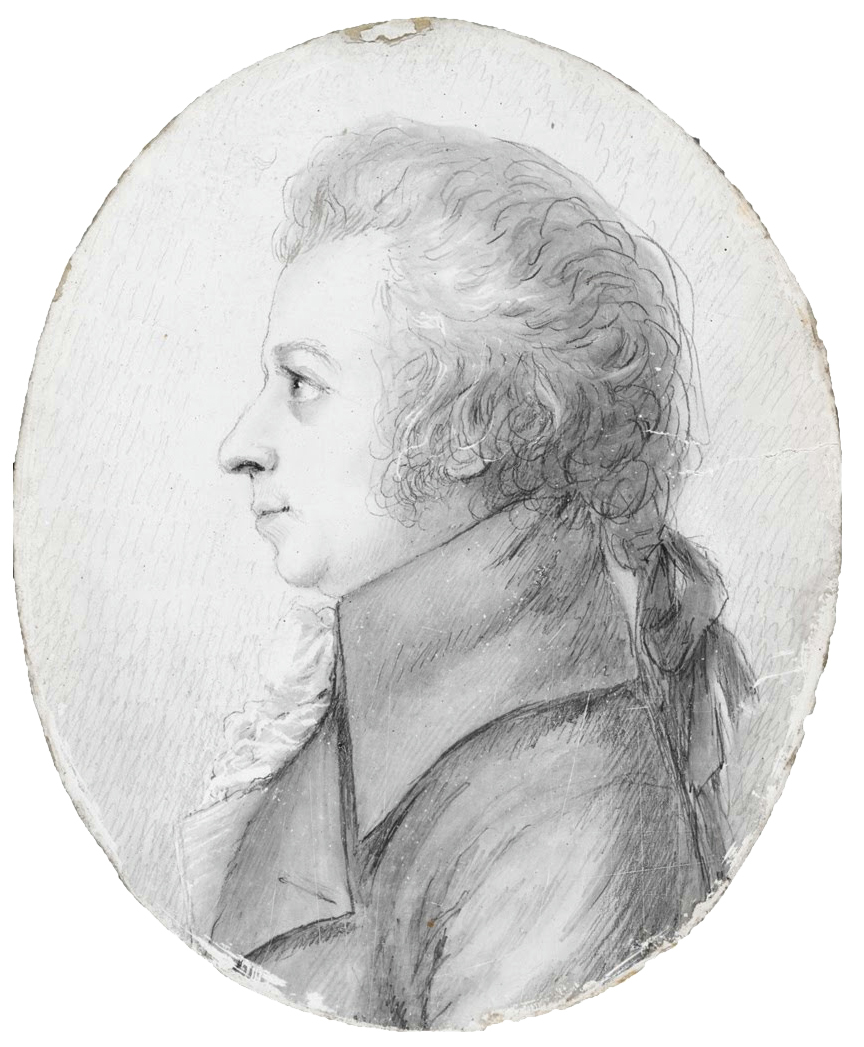
Ritratto di Mozart del 1789 realizzato a punta d'argento da Doris Stock

La punta d'argento (o più genericamente definita punta di metallo) è una tecnica di disegno tradizionale utilizzata sin dalla realizzazione dei primi scritti medievali.

## Storia
Un disegno con punta d'argento è ottenuto tracciando un tratto con una bacchetta d'argento su una superficie, talvolta preparata con gesso o appretto. La punta d'argento era il metodo più usato dai disegnatori e dagli artisti sin dai tempi antichi. La punta di metallo era utilizzata per scrivere su superfici morbide (cera o pelle), o come disegno base per la scrittura poi su carta. Per il disegno invece erano utilizzati metalli come piombo, stagno o appunto argento. Anche gli orafi utilizzavano la punta di metallo per la preparazione dei dettagli sulle loro opere, spesso per disegni particolarmente complessi. Il padre di Albrecht Dürer fu uno degli artigiani che insegnarono al figlio il disegno con punta metallica, di cui il suo Autoritratto a 13 anni  (1484) è considerato un capolavoro.
Nell'epoca gotica/tardo-rinascimentale, la punta d'argento divenne una tecnica di disegno vera e propria. L'argento, infatti, non si rovinava facilmente come il piombo e forniva dei dettagli precisi, divenendo ben presto una tecnica diffusissima nei laboratori fiorentini e fiamminghi. I disegni a punta d'argento di quest'epoca includono i modelli preparatori per illustrazioni di libri o disegni preparatori per opere d'arte. Artisti che lavorarono in punta d'argento furono tra gli altri Jan van Eyck, Leonardo da Vinci, Albrecht Dürer e Raffaello. "Il Libro dell'Arte" di Cennino Cennini fornisce delle indicazioni sulla pratica del disegno in punta d'argento, come pure nella preparazione della superficie, sul finire del XIV secolo
Come indicato da Francis Ames-Lewis, lo stile di disegno cambiò radicalmente dalla fine del XVI secolo, portando al declino della punta d'argento. La scoperta dei depositi di grafite di Seathwaite a Borrowdale, Cumbria, Inghilterra all'inizio del Cinquecento, e la crescente disponibilità e duttilità del materiale, portarono all'eclissi della punta d'argento. Iniziò nel contempo a prevalere anche l'uso del gesso (anche colorato) e soprattutto dell'inchiostro. Queste nuove tecniche richiedevano uno sforzo minore sia nella preparazione del supporto (perlopiù assente) che nell'esecuzione del disegno.
Gli artisti olandesi Hendrik Goltzius e Rembrandt mantennero l'uso della punta d'argento anche nel XVII secolo, mentre in altre parti d'Europa era ormai in declino. Rembrandt realizzò diversi disegni in punta d'argento, di cui il più noto è certamente quello della moglie Saskia, 1633 (KdZ1152, Berlin). Gli artisti botanici e gli architetti continuarono ad utilizzare la punta metallica per la precisione dei suoi tratti. Gli artisti continuarono ad utilizzare tale tecnica almeno sino a J. A. D. Ingres, anche se questa era divenuta ormai obsoleta.

## Revival

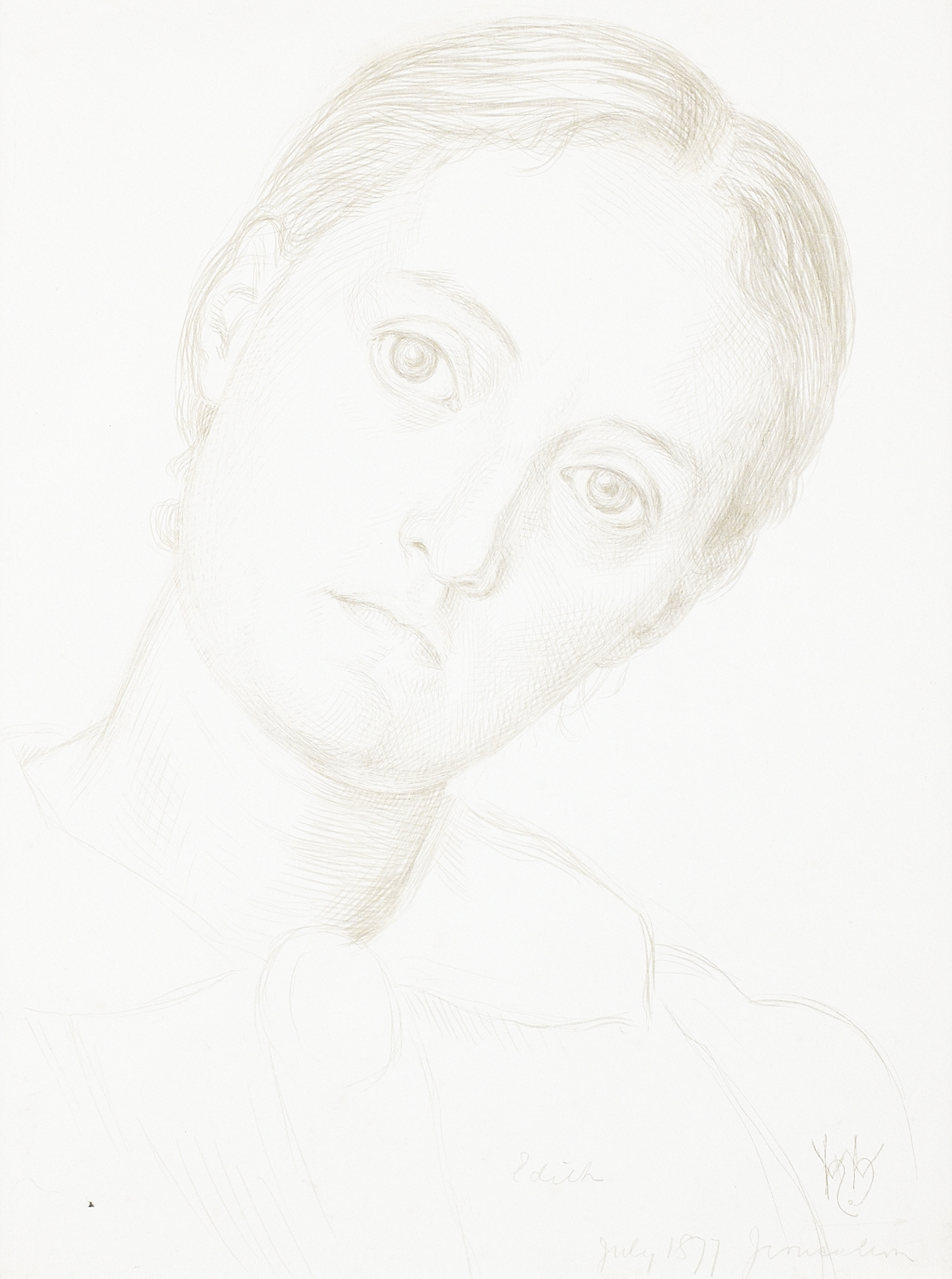
La moglie dell'artista, Edith Holman Hunt di William Holman Hunt, membro fondatore della congregazione dei Preraffaelliti. Birmingham Museum of Art.

Joseph Meder (Das Buchlein vom Silberstift, 1909), Alphonse Legros, i Preraffaelliti e Joseph Stella furono tra coloro che ripresero l'uso della tecnica della punta d'argento tra la fine dell'Ottocento e l'inizio del Novecento. Lo storico dell'arte Meder focalizzò l'interesse generale su questa tecnica in Austria ed in Germania, mentre l'artista ed insegnante Legros lo fece in Inghilterra. All'inizio del XX secolo, Stella era uno dei pochi artisti americani a lavorare con questo metodo sulla costa orientale degli Stati Uniti, spesso unendovi anche l'uso dei pastelli. Tra le sue opere più significative citiamo il ritratto del 1921 di Marcel Duchamp (MoMA, Katherine S. Dreier Bequest). Sulla costa occidentale, Xavier Martinez, l'artista messicano-statunitense che aveva studiato a Parigi all'École nationale supérieure des Beaux-Arts sul finire degli anni '90 dell'Ottocento e che aveva ripreso l'interesse per la tecnica della punta d'argento, insegnò tale tecnica al California College of the Arts dal 1909 sino alla fine degli anni '30. L'ultima esibizione di opere di Martinez con la tecnica della punta d'argento fu nel 1921 presso la Print Room di San Francisco dove i critici indicarono come "inusuali" e "fortemente futuristiche" le figure realizzate in questa "esecuzione arcaica.”
Un'esibizione, "The Fine Line: Drawing with Silver in America" venne curata dal Norton Museum of Art nel 1985 da Bruce Weber.

## Caratteristiche
Il tradizionale stilo della punta d'argento era costituito appunto da un filo d'argento puro, esattamente come i fili utilizzati dai gioiellieri, inserito in una bacchetta di legno. Un'altra versione era uno stilo di metallo terminante con due punte fisse d'argento su entrambi i lati. Un esempio di questa tipologia di oggetto si trova nell'opera San Luca disegna la Vergine di Rogier van der Weyden, c. 1435–40 (Boston Museum of Fine Arts).
Il tratto iniziale della punta d'argento restituiva un colore grigio come le altre punte metalliche ma, essendo in argento, esposto all'aria, passava ad un colore di tonalità marrone scuro. L'ossidazione diveniva chiaramente percepibile dopo diversi mesi. La velocità dell'ossidazione dipendeva dal livello di inquinamento dell'aria.
In epoca medievale, la punta metallica era utilizzata direttamente sui manoscritti o sui libri da decorare. La pergamena o la carta servivano da supporto diretto di scrittura, anche se sin dal XIV secolo si preferì preparare la superficie precedentemente di modo da poter ottenere risultati migliori. Uno dei modi tradizionali per preparare la superficie prima del disegno era quello di cospargerla di colla di pelle di coniglio, oltre a polvere d'osso, calce o piombo bianco. Nella tecnica contemporanea, la superficie viene cosparsa di gesso acrilico, gouache oppure acquistando particolari carte già preparate e disponibili in commercio.
Con la punta d'argento si sono utilizzate diverse tecnologie dalla precisione curvilinea di Dürer agli schizzi gesturali di Rembrandt. In tempi moderni, i ritratti di Thomas Wilmer Dewing della fine del XIX secolo furono essenzialmente tonali; interessanti furono le composizioni astratte di Paula Gerard a metà del XX secolo. L'opera "Vortex" di Gerard (Fairweather Hardin Gallery) è un'innovativa combinazione di punta d'argento, punta d'oro e acquarello su carta preparata  (Weber, 1985).
Altri artisti moderni che hanno lavorato con questa tecnica sono Ivan Le Lorraine Albright, Carol Prusa, Susan Schwalb, Jeannine Cook e Susan Dorothea White